# Valentin Bratoev
Pour les articles homonymes, voir Bratoev.
Valentin Sachkov Bratoev (en bulgare : Валентин Сашков Братоев) est un joueur bulgare de volley-ball né le 21 octobre 1987 à Sofia. Il mesure 2,02 m et joue réceptionneur-attaquant. Il totalise 18 sélections en équipe de Bulgarie.

## Biographie
Il est le frère jumeau de Gueorgui Bratoev, également joueur bulgare de volley-ball.

## Clubs
| Club                 | De        | À         |
| -------------------- | --------- | --------- |
| VK Slavia Sofia      | 2004-2005 | 2006-2007 |
| Levski Sofia         | 2007-2008 | 2008-2009 |
| Olimpia Volley Massa | 2009-2010 | 2009-2010 |
| Trentino Volley      | 2010-2011 | 2010-2011 |
| Argos Volley         | 2011-2012 | 2011-2012 |
| Levski Sofia         | 2012-2013 | 2012-2013 |
| VfB Friedrichshafen  | 2013-2014 | ..        |

## Palmarès
- Championnat du monde des clubs (1)
  - Vainqueur : 2011
- Ligue des champions (1)
  - Vainqueur : 2011
- Championnat d'Allemagne
  - Finaliste : 2014
- Championnat d'Italie (1)
  - Vainqueur : 2011
- Championnat de Bulgarie (1)
  - Vainqueur : 2009
- Coupe d'Italie (1)
  - Finaliste : 2011
- Coupe d'Allemagne (1)
  - Vainqueur : 2014
- Supercoupe d'Italie (1)
  - Finaliste : 2010